# Bellevue-la-Montagne
 Bellevue-la-Montagne  es una población y comuna francesa, situada en la región de Auvernia, departamento de Alto Loira, en el distrito de Le Puy-en-Velay y cantón de Allègre.

## Demografía
| 775 | 687 | 580 | 521 | 487 | 479 |
| Para los censos de 1962 a 1999 la población legal corresponde a la población sin duplicidades (Fuente: INSEE [Consultar]) |     |     |     |     |     |